# Драга (Шторе)
Драга (словен. Draga) — поселення в общині Шторе, Савинський регіон, Словенія. Висота над рівнем моря: 276,7 м.